# Manduca sesquiplex
Manduca sesquiplex là một loài bướm đêm thuộc họ Sphingidae. Loài này có ở México, Costa Rica và Nicaragua.
Sải cánh khoảng 119–120 mm. Mỗi năm loài này có thể có một thế hệ, với cá thể trưởng thành mọc cánh từ tháng 9 tới tháng 11 ở Costa Rica. Ở Nicaragua, có thể có ít nhất ba thế hệ, vào các tháng 5, 7 và 9.
Ấu trùng có lẽ ăn các loài Solanaceae.

## Phân loài
- Manduca sesquiplex sesquiplex (Mexico)
- Manduca sesquiplex opima (Rothschild & Jordan, 1903) (Costa Rica và Nicaragua)